# Cene Avguštin
Cene Avguštin, slovenski umetnostni zgodovinar, * 2. januar 1923, Radovljica, † 30. marec 2010, Radovljica.

## Življenje in delo
Iz umetnostne zgodovine je 1952 diplomiral na ljubljanski Filozofski fakulteti in prav tam 1971 tudi doktoriral z monografskim orisom Kranja, v katerem je razkril začetke srednjeveškega mesta. Raziskava je kasneje izšla pod naslovom Kranj - Naselbinski razvoj od prazgodovine do 20. stoletja. V letih 1953−1963 in 1965–1972 je bil ravnatelj, nato muzejski svetovalec Mestnega oziroma Gorenjskega muzeja v Kranju. V svojem delu se je posvečal predvsem starejšemu urbanizmu in sodobni likovni ustvarjalnosti. Raziskave o urbanizmu je začel z monografskim orisom Kranja ter nadaljeval z orisom drugih gorenjskih mest. Izsledke je kot monografije izdal v zbirki Kulturni in naravni spomeniki Slovenije: Kranj (1969, 1977), Tržič in okolica (1970), Radovljica (1974, 1984). Zaslužen je tudi za bogato dokumentacijo meščanskega podeželskega stavbarstva na Gorenjskem. Cene Avguštin je bil ob Andreju Pavlovcu eden ključnih poznavalcev in popularizatorjev sodobnega gorenjskega slikarstva; s smotrno odbiro in predstavitvijo je najvidnejše dosežke ustvarjalcev tega področja včlenil v narodno zakladnico likovne umetnosti.

## Nagrade in priznanja
- Valvasorjeva nagrada za življenjsko delo za leto 1980
- 1999: Steletova nagrada
- Leta 2003 je bil imenovan za častnega občana Občine Radovljica.[3]